# Spilocaea oleaginea
Spilocaea oleaginea är en svampart som först beskrevs av Castagne, och fick sitt nu gällande namn av S. Hughes 1953. Spilocaea oleaginea ingår i släktet Spilocaea och familjen Venturiaceae.   Inga underarter finns listade i Catalogue of Life.

## Bildgalleri

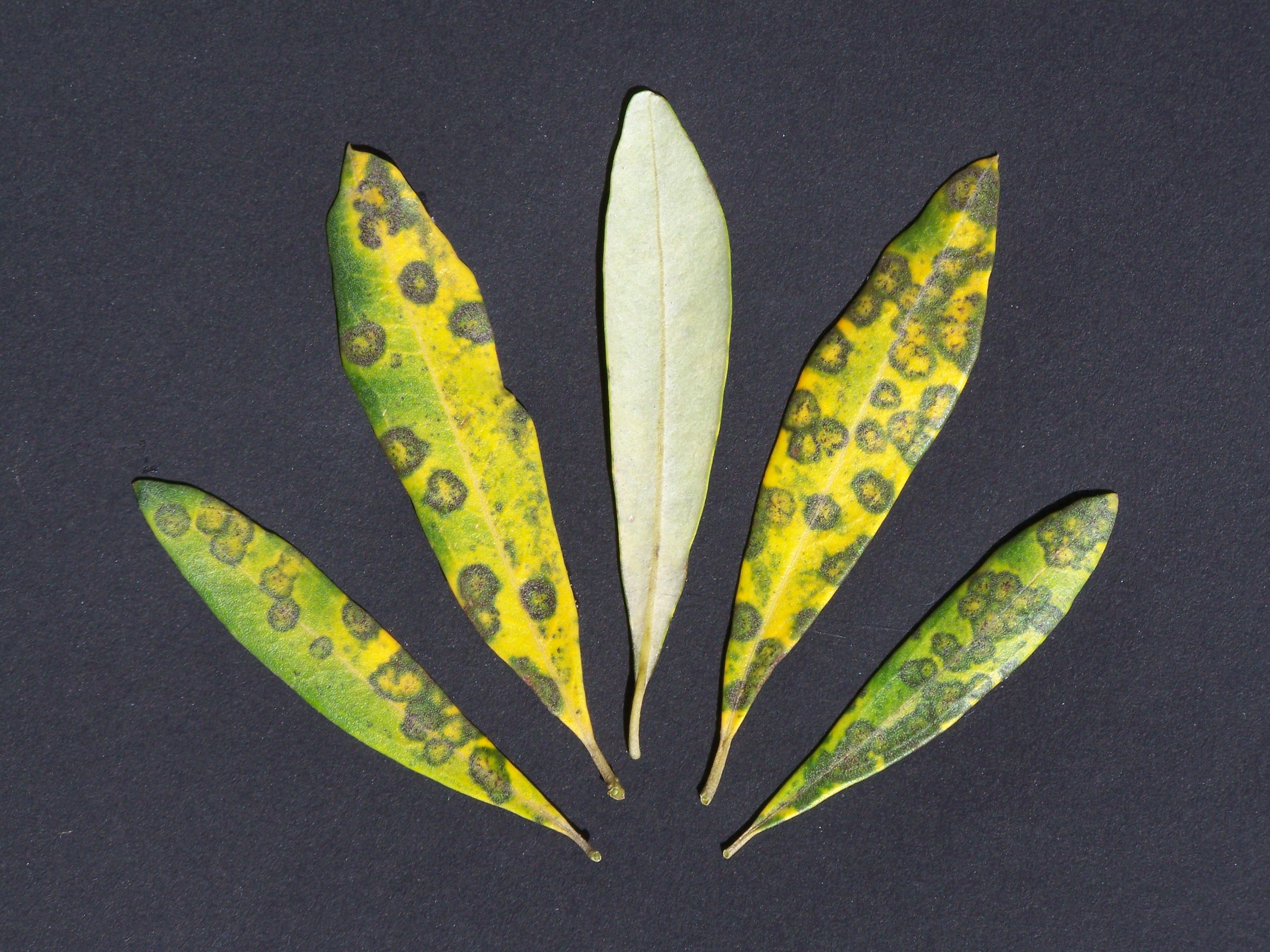
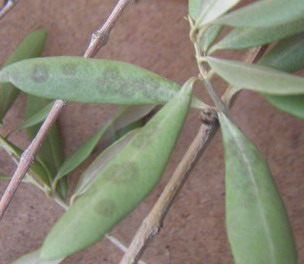